# Cryptocanthon montebello
Cryptocanthon montebello är en skalbaggsart som beskrevs av Cook 2002. Cryptocanthon montebello ingår i släktet Cryptocanthon och familjen bladhorningar. Inga underarter finns listade i Catalogue of Life.